# Uwe Keßler (Politiker)
Uwe Keßler (* 1. August 1960) ist ein ehemaliger deutscher Politiker (DDR-CDU). 1990 gehörte er der letzten Volkskammer der DDR an. Von 1985 bis 1995 war er Bürgermeister von Neukirchen-Wyhra bzw. der Gemeinde Wyhratal.

## Leben und Beruf
Keßler war in Wyhra als Instandhaltungsmechaniker tätig, zwischenzeitlich war er beim Rat der Gemeinde Neukirchen-Wyhra beschäftigt.

## Politik
Bei der Volkskammerwahl 1990 kandidierte Keßler auf Platz 10 der CDU-Liste im Wahlkreis Leipzig. Sein Mandat legte er im August 1990 vorzeitig nieder, um sich auf sein Bürgermeisteramt zu konzentrieren. Sein Nachrücker war Michael Schätze.

## Öffentliche Ämter
1985 wurde der damals 25-jährige Keßler zum Bürgermeister der Gemeinde Neukirchen-Wyhra gewählt. Dieses Amt bekleidete er auch nach der Wende. 1993 ging Neukirchen-Wyhra in der neugebildeten Gemeinde Wyhratal auf, Keßler wurde deren erster Bürgermeister, zuletzt wurde er mit 91,7 Prozent der Stimmen in dieses Amt gewählt. Im Januar 1995 wurde er aufgrund von Vorwürfen einer IM-Tätigkeit von Landrat Werner Dieck des Amtes suspendiert. Dieser Suspendierung schloss sich ein Gerichtsverfahren an, das im März 1999 abgeschlossen wurde.